# Sasha Compère
Sasha Compère, född i Detroit, är en amerikansk skådespelare.
Bass har bland annat medverkat i TV-serierna Miracle Workers (2019) och Love Life (2020-2021). Hon har även medverkat i filmen Uncorked från 2019.

## Filmografi (i urval)
- 2019 – Uncorked
- 2019 – Miracle Workers (TV-serie)
- 2020–2021 – Love Life (TV-serie)